# パチェーコ
パチェーコ（イタリア語: Paceco）は、イタリア共和国シチリア州トラーパニ県にある、人口約1万1000人の基礎自治体（コムーネ）。

## 地理

### 位置・広がり
トラーパニ県北西部のコムーネ。

#### 隣接コムーネ
隣接するコムーネは以下の通り。
- エーリチェ
- トラーパニ

## 自然・環境
パチェーコからトラーパニにかけて広がる塩田のトラーパニおよびパチェーコ塩田自然保護区は、ラムサール条約登録湿地である。

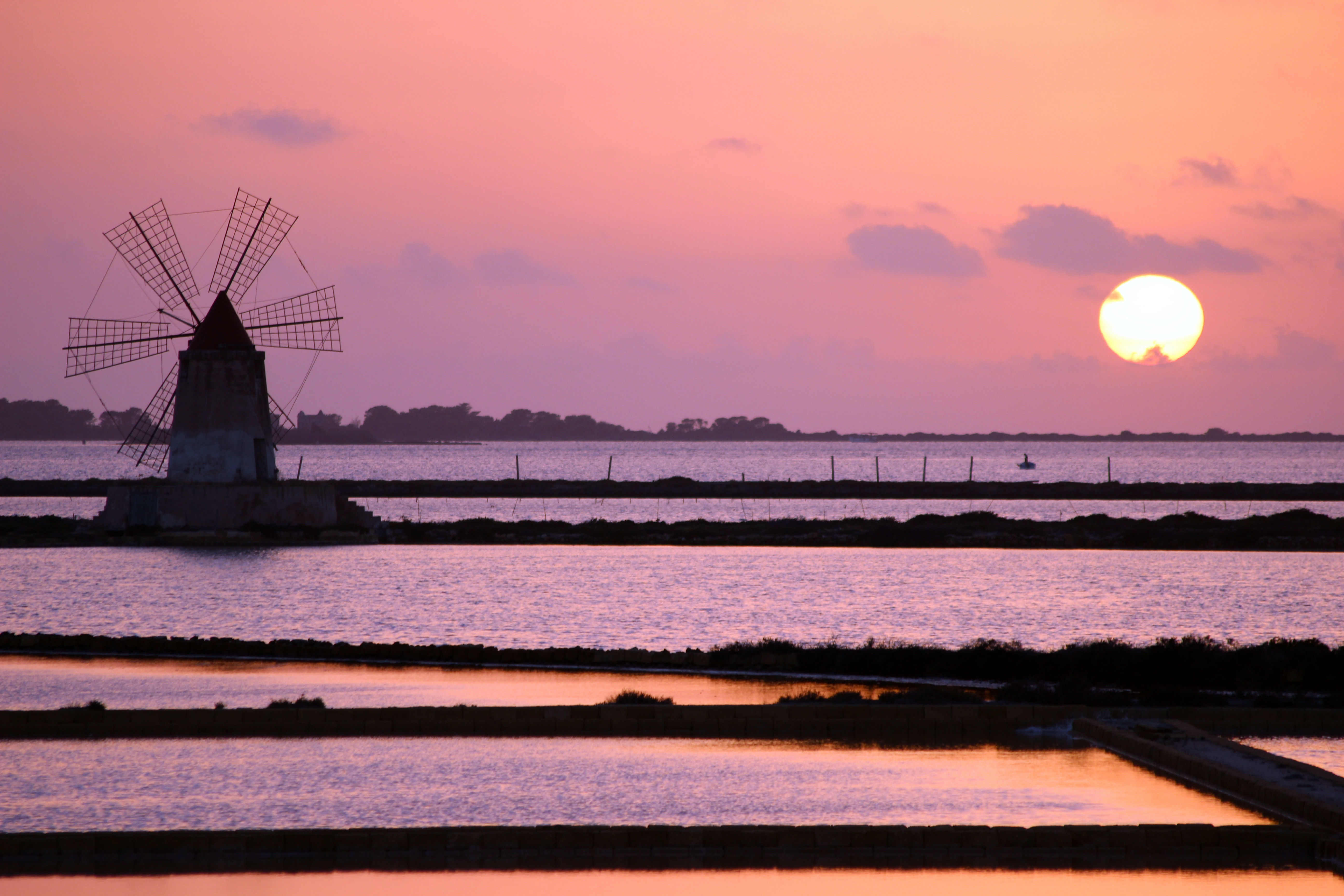
夕陽が照らす塩田